# 5-(Carboxyamino)imidazol ribonucleotídeo mutase
Em enzimologia, uma 5-(carboxiamino)imidazol ribonucleotídeo mutase (EC 5.4.99.18) é uma enzima que catalisa a reação química:
5-carboxiamino-1-(5-fosfo-D-ribosil)imidazol {\displaystyle \rightleftharpoons } 5-amino-1-(5-fosfo-D-ribosil)imidazol-4-carboxilato
Assim, esta enzima tem um substrato, 5-carboxiamino-1-(5-fosfo-D-ribosil)imidazol, e um produto, 5-amino-1-(5-fosfo-D-ribosil)imidazol-4-carboxilato.
Esta enzima pertence à família das isomerases, especificamente aquelas transferases intramoleculares que transferem outros grupos.  O nome sistemático desta classe de enzima é 5-carboxiamino-1-(5-fosfo-D-ribosil)imidazol carboximutase. 
Outros nomes de uso comum incluem N5-CAIR mutase, PurE, N5-carboxiaminoimidazol ribonucleotídeo mutase e classe I PurE.